# Kerry Minnear
Kerry Churchill Minnear (né le 2 janvier 1948, dans la ville de Shaftesbury dans le Dorset en Angleterre) est un musicien multi-instrumentiste  de formation classique qui a joué avec le groupe rock progressif Gentle Giant de 1970 à 1980.
C'est au Royal Academy of Music de Londres qu'il obtient son diplôme en composition.
Il contribua notamment au succès de la formation Gentle Giant à titre de compositeur et d'arrangeur. Tout comme les autres membres du groupe, Kerry est agile sur plusieurs instruments. Il assurera donc toutes les performances aux claviers (orgue, clavinet, synthétiseur, piano, etc.) qu'il réussit brillamment et avec transparence à intégrer dans des contextes acoustiques. Il maniait ainsi une multitude d'autres instruments tels que le violoncelle, les percussions classiques (notamment vibraphone, marimba, xylophone, timbales et caisse claire). Lors de concerts, ses solos de vibraphone prenaient souvent la forme de longues et prenantes improvisations.
Dans les albums studio, Kerry Minnear et Derek Shulman s'échangeaient régulièrement le rôle de leader au sein du groupe. On peut donc aussi bien les retrouver en alternance dans une même pièce autant que plusieurs pièces sont entièrement chantées par Kerry. Cependant, sa voix d'une extrême douceur, se perdant souvent dans les aigus, caractéristique des chansons les plus calmes du groupe, était d'un volume trop faible pour l'amplification de l'époque. Ses parties solistes étaient donc chantées soit par Derek ou Phil Shulman, lorsque ce dernier était dans le groupe, lors des performances en concert, Minnear n'assurant alors que les chœurs.
Kerry a également composé la bande sonore musicale originale du jeu vidéo Azrael's Tear en 1996, avec Ray Shulman.
Il vit maintenant à Solihull (West Midlands) avec sa femme Lesley et a trois enfants, Sally, Sam et Susie. Toujours membre de la franchise Gentle Giant, il compose également pour le cinéma et la télévision.
Dans les années qui ont suivi la dissolution de Gentle Giant, Minnear a été membre d'un groupe de musique chrétienne, The Reapers, dans les années 1980. Ils ont publié trois albums entre 1982 et 1986, Star of the morning en 1982, Come And Praise en 1984 et finalement  Christmas Joy en 1986. Il a également été enseignant et, en tant que chrétien, organiste d'église. Lui et sa femme Lesley possèdent Alucard Music, qui sort des CD et des DVD de Gentle Giant. Il joue aussi à l'occasion avec le groupe Three Friends qui reproduit des chansons de Gentle Giant en concerts. Le groupe est formé de Mick Wilson au chant, l'ex-Gentle Giant Gary Green à la guitare, Andrew Williams aussi à la guitare, Roger Carey à la basse, Kerry Minnear aux claviers, John Donaldson au piano et claviers et un autre ex-G G Malcolm Mortimore à la batterie. 
Son fils Sam Minnear est membre fondateur du groupe pop alternatif Misty's Big Adventure.

## Discographie

### The Reapers
- 1982 : Star of the morning
- 1984 : Come and praise
- 1986 : Christmas Joy